# Terricciola
Terricciola (Tursenum in latino) è un comune italiano di 4 367 abitanti della provincia di Pisa, facente parte del bacino idrografico del fiume Arno e dell'Associazione Nazionale Città del Vino.
(Indicatore topografico della Toscana granducale di Attilio Zuccagni-Orlandini)

## Geografia fisica

### Territorio
Terricciola si trova alla confluenza delle valli dell'Era, del Cascina e del torrente Sterza.
- Classificazione sismica: zona 2 (sismicità medio-alta), Ordinanza PCM 3274 del 20/03/2003

### Clima
- Classificazione climatica: zona D, 1819 GR/G
- Diffusività atmosferica: bassa, Ibimet CNR 2002

## Storia
Antico borgo di origine etrusca, come documentato dalla scoperta di insediamenti nelle frazioni di Morrona e di Soiana, dove si trovano necropoli di età ellenistica con tombe a camera ipogea. Di particolare interesse l'Ipogeo del Belvedere.
Come riportato nel Orbis Latinus ed in altri studi di toponomastica antica, il nome etrusco e latino in origine potrebbe essere stato quello di Tursenum o Tursena
Originariamente il borgo era costellato da torri difensive (turres), da cui forse Turricula, probabile toponimo latino medievale di Terricciola come sostenne Giuseppe Caciagli, insieme al più diffuso Terricciuola. Esso assume un ruolo di rilievo tra i territori sottoposti al Vescovo di Volterra, nel XII secolo. 
Contesa da lunghe guerre tra Pisa e da Firenze, nel 1284 la popolazione di Terricciola giurò fedeltà alla Repubblica di Firenze. La repubblica di Pisa ne assunse il controllo nel 1496.
Al plebiscito del 1860 per l'annessone della Toscana alla Sardegna i "si" non ottennero la maggioranza degli aventi diritto (425 su totale di 1 063), sintomo dell'opposizione all'annessione.

### Simboli
D'azzurro all'albero di ulivo al naturale, terrazzato di verde; capo partito di rosso e argento alla mezza croce di Pisa d'argento divisa verticalmente e unita con un mezzo giglio di Firenze di rosso, il tutto sulla partizione (dell'uno nell'altro).

## Monumenti e luoghi d'interesse

### Architetture religiose
- Chiesa di San Donato, chiesa parrocchiale di Terricciola, presenta un interno a croce latina diviso in tre navate da robusti pilastri e le superfici realizzate secondo il gusto neoclassico di metà Ottocento. In controfacciata, la settecentesca Madonna con Bambino e santi attribuita a Anton Domenico Bamberini.
- Badia e chiesa di Santa Maria a Morrona, fondata nel 1089 dal conte Ugo della Gherardesca, fu soppressa nel 1482. Fu residenza dei vescovi di Volterra. La chiesa attuale fu costruita attorno al 1152, quando si decise di trasferire l'antico monastero.
- Chiesa di San Bartolomeo, situata a Morrona, presenta una facciata che mostra i segni dei rifacimenti ottocenteschi, così come l'interno, con l'insolita irregolare ampiezza delle due navate laterali che testimonianza degli ampliamenti della primitiva navata centrale. Nella zona presbiteriale, si conserva il Martirio di San Bartolomeo, di scuola toscana della prima metà del Settecento.
- Chiesa di San Bartolomeo, situata nella località di Casanova presso Selvatelle, deve il suo aspetto attuale a una serie di rifacimenti ottocenteschi. In origine la chiesa era costruita in laterizi, con una semplice facciata a capanna, oggi impreziosita dal grande frontone. Sopra l'altare maggiore, si trovano statue attribuite al Cieco di Gambassi (metà del XVII secolo).
- Chiesa di San Martino, situata a Selvatelle, è stata costruita nel 1965 e ha ricevuto il titolo da un'antica chiesa medievale di cui restano molte testimonianze documentarie.

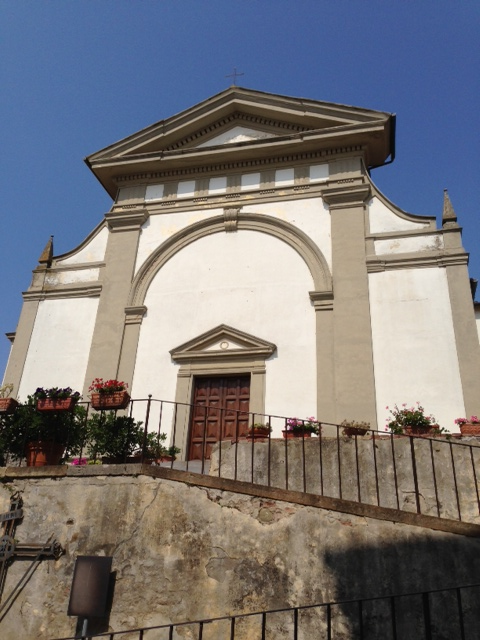
Chiesa di San Donato

- Chiesa di Sant'Andrea, situata a Soiana, fu costruita a partire dal 1852, dopo che il terremoto del 1846 aveva gravemente danneggiato la preesistente chiesa sorta nel XIII secolo, e fu conclusa nel 1897, quando fu terminato l'imponente campanile progettato di Luigi Bellincioni. L'interno, ad unica aula, ha un aspetto sobrio animato solo da due semplici altari a muro.
- Pieve a Pitti, ricordata a partire dall'anno 1109, fu una delle più antiche chiese della diocesi volterrana. Situata nel limite sud del comune di Terricciola, presso La Sterza, la pieve a Pitti deve il nome alla pieve di San Giovanni di Pava, sorta sulle rovine di un'antica chiesa etrusca e alla famiglia fiorentina dei Pitti, proprietaria, fino alla fine del XVII secolo di tutta la tenuta.
- Santuario dell'Immacolata Concezione, situato in località Castelvecchio, fu restaurato nel 1850, in seguito ai danni del sisma del 1846. Gli affreschi della cupola, realizzati nel 1875, raffigurano l'Immacolata Concezione, mentre lungo le pareti, intervallate dalle colonne in finto marmo, si ripete lo stemma di Pisa. L'interno presenta un'unica navata con copertura a botte.

### Architetture civili
- Villa Gherardi Del Testa: fu costruita nel 1660 dal frate Sebastiano Gherardi, come si rileva dall'epigrafe posta sulla facciata. In questa abitazione nel 1818 nacque Tommaso Gherardi del Testa, divenuto poi un commediografo famoso. La cappella di famiglia, connessa alla villa, conserva una tela raffigurante la Madonna col Bambino attribuita ad Andrea del Sarto ed un reliquiario contenente un frammento della Croce. Nel corso del tempo l'edificio ha subito diverse modifiche strutturali, tra le quali significativa è stata quella della seconda metà del XVIII secolo con la costruzione di un'ampia volta a sesto ribassato che mette in comunicazione lo spazio antistante la cappella con il piazzale posteriore che si affaccia sul bosco. L'ultimo intervento sostanziale risale tuttavia al 1883, quando fu aggiunto un fabbricato su lato sinistro della villa.
- Villa Cempini Meazzoli, edificata all'inizio del Settecento, si trova ubicata davanti al Palazzo Comunale. Ha dato i natali a Francesco Cempini, illustre uomo politico, ministro delle finanze sotto il Granduca Leopoldo II, successivamente senatore e presidente del senato, come troviamo scritto nell'epigrafe ubicata nella villa.
- Villa di Montemurlo: fu costruita intorno alla metà del XIX secolo per volontà di Amerigo Antinori, amministratore dell'ultimo granduca dei Lorena. Progettata dall'architetto Poggi in stile palladiano, fu sottoposta ad un successivo intervento dell'architetto Luigi Bellincioni, a cui si deve la fattoria. Sulla facciata della villa si trova lo stemma dei duchi Antinori, potente casato fiorentino. Il 2 agosto 2012 ha rischiato di rimanere coinvolta in un incendio che ha colpito la zona circostante, ma non ha avuto danni.

## Società

### Evoluzione demografica
Abitanti censiti

## Cultura

### Eventi
- aprile: festa di primavera a La Rosa.
- maggio: festival della fragola; cantine aperte e festa dell'allegria in occasione della giornata nazionale Cantine aperte a Morrona.
- luglio: notti dell'archeologia, giovedì d'estate della tenuta Podernovo (Musica in cantina) e "Notte Bianca del Vino" per le vie del paese.
- agosto: Calici di stelle, cena e degustazioni di vino e prodotti tipici con sottofondo musicale.
- settembre: antica festa del vino della provincia e sagra della lepre a Selvatelle (ultimo fine settimana di settembre e primi due di ottobre).
- dicembre: concerti di Natale a Terricciola e Selvatelle, repertorio tradizionale popolare, natalizio e composizioni proprie, contaminati da influssi irlandesi, yiddish, nordici.

## Geografia antropica

### Frazioni
Secondo lo statuto comunale, il comune di Terricciola comprende al suo interno sette frazioni.
- Chientina (117 m s.l.m., 81 ab.)[13]
- La Rosa (54 m s.l.m., 395 ab.)[13]
- La Sterza (65 m s.l.m., 7 ab.)[13][14]
- Morrona (190 m s.l.m., 368 ab.)[13]
- Selvatelle (50 m s.l.m., 1302 ab.)[13]
- Soiana (146 m s.l.m., 317 ab.)[13]
- Soianella (99 m s.l.m., 251 ab.)[13]

### Altre località del territorio
Tra le numerose località abitate e borgate sparse per il territorio comunale si ricordano: Aia Bianca di Sotto (47 m s.l.m., 38 ab.), Casanova (131 m s.l.m., 47 ab.), Le Case (46 m s.l.m., 40 ab.) e Stibbiolo (130 m s.l.m., 87 ab.).

## Economia

### Enogastronomia
Terricciola, è inserita nella Strada del vino delle colline pisane. Ogni anno il secondo e terzo fine settimana di settembre vi si svolge, sin dagli anni Sessanta, la tradizionale Festa dell'uva e del vino, la più antica di tutta la provincia.
I vitigni tipici della zona sono il Sangiovese, il Trebbiano, la Malvasia, il Ciliegiolo ed il Merlot.

## Amministrazione
Di seguito è presentata una tabella relativa alle amministrazioni che si sono succedute in questo comune.
| Periodo         | Periodo         | Primo cittadino       | Partito                                                        | Carica  | Note   |
| --------------- | --------------- | --------------------- | -------------------------------------------------------------- | ------- | ------ |
| 11 giugno 1985  | 26 maggio 1990  | Gino Baldi            | Partito Comunista Italiano                                     | Sindaco | [ 15 ] |
| 26 maggio 1990  | 30 ottobre 1992 | Gino Baldi            | Partito Democratico della Sinistra, Partito Comunista Italiano | Sindaco | [ 15 ] |
| 7 novembre 1992 | 24 aprile 1995  | Giacomo Sanavio       | Partito Democratico della Sinistra                             | Sindaco | [ 15 ] |
| 24 aprile 1995  | 14 giugno 1999  | Giacomo Sanavio       | centro-sinistra                                                | Sindaco | [ 15 ] |
| 14 giugno 1999  | 14 giugno 2004  | Giacomo Sanavio       | centro-sinistra                                                | Sindaco | [ 15 ] |
| 14 giugno 2004  | 8 giugno 2009   | Alessandro Guerrini   | centro-sinistra                                                | Sindaco | [ 15 ] |
| 8 giugno 2009   | 26 maggio 2014  | Maria Antonietta Fais | lista civica                                                   | Sindaco | [ 15 ] |
| 26 maggio 2014  | 27 maggio 2019  | Maria Antonietta Fais | lista civica Unione democratica                                | Sindaco | [ 15 ] |
| 27 maggio 2019  | 9 giugno 2024   | Mirko Bini            | lista civica Unione democratica                                | Sindaco | [ 15 ] |
| 10 giugno 2024  | in carica       | Matteo Arcenni        | lista civica Terricciola SiCura 2030                           | Sindaco | [ 15 ] |